# هيديو يوشيدا
هيديو يوشيدا (باليابانية: 吉田 秀雄 ) (و. 1903 – 1963 م) هو رجل أعمال، من اليابان، توفي عن عمر يناهز 60 عاماً بسبب سرطان المعدة.

## التعليم
تعلم في جامعة طوكيو.